# قلعه هلاکو
قلعه هلاکو مربوط به هزاره اول قبل از میلاد است و در شهرستان مرند، سه راهی روستای هرزند عتیق واقع شده و این اثر در تاریخ ۷ مهر ۱۳۸۱ با شمارهٔ ثبت ۶۱۷۷ به‌عنوان یکی از آثار ملی ایران به ثبت رسیده است.